# Match en famille
Pour les articles homonymes, voir Kicking and Screaming.
Pour plus de détails, voir Fiche technique et Distribution.
Match en famille ou Cris et coups de pieds au Québec (Kicking and Screaming) est un film américain réalisé par Jesse Dylan sorti en 2005.

## Synopsis
Phil Weston a dû endurer la compétitivité de son père Buck durant toute son enfance, ainsi que dans son éducation, ce qui a laissé des séquelles permanentes. Devenu adulte, il est marié et père d'un garçon, Sam. Il gère un petit magasin, tandis que son père, quant à lui, dirige une chaîne locale de magasin de sports et est également l'entraîneur d'un club de football à succès, dans lequel évolue son petit-fils.
Mais au grand dam de Phil, son grand-père laisse Sam sur le banc de touche plutôt que de jouer avec lui, qui décide de le transférer dans la pire équipe de la ligue, appelé les Tigers. L'entraîneur des Tigers étant absent, Phil, plutôt que de renoncer, décide d'entraîner l'équipe de football. Malgré les efforts, l'équipe de Phil continue de perdre de façon permanente. En désespoir de cause, Phil recrute Mike Ditka, qui est voisin de Buck et également son ennemi. Attiré par la possibilité de battre Buck, Ditka accepte le poste.

## Fiche technique
Sauf mention contraire, la fiche technique est établi d'après Internet Movie Database.
- Titre : Match en famille
- Titre québécois : Cris et coups de pieds
- Titre original : Kicking and Screaming
- Réalisation : Jesse Dylan
- Musique : Mark Isham
- Directeur de la photographie : Lloyd Ahern II
- Montage : Stuart H. Pappé et Peter Teschner (en)
- Distribution des rôles : Juel Bestrop et Jeanne McCarthy
- Création des décors : Clayton R. Hartley
- Direction artistique : Virginia Randolph-Weaver
- Décorateur de plateau : Jan Pascale
- Création des costumes : Pamela Withers-Chilton
- Producteur : Jimmy Miller
- Producteurs exécutifs : Judd Apatow, Daniel Lupi et Charles Roven
- Productrice exécutive : Mia Apatow
- Sociétés de production : Universal Pictures et Mosaic Media Group
- Société de distribution : Universal Pictures
- Budget : 45 millions de dollars
- Langue : anglais
- Format :  2,35:1 Cinémascope - 35mm - Couleur - son Dolby SR, DTS, SDDS
- Genre : Comédie
- Durée : 96 minutes
- Dates de sortie en salles : 
  - États-Unis : 1er mars 2005 (première à Universal City, Californie), 13 mars 2005
  - Royaume-Uni : 22 juillet 2005
  - Australie : 11 août 2005
  - France : 22 janvier 2010 (TV)

## Distribution
- Will Ferrell (VF : Guillaume Orsat[2] - VQ : François Godin) : Phil Weston
- Robert Duvall (VF : Bernard-Pierre Donnadieu[2] - VQ : Hubert Fielden) : Buck Weston
- Steven Anthony Lawrence (VF : Gwenaël Sommier[2] - VQ : Charles Miquelon) : Mark Avery
- Josh Hutcherson (VF : Brigitte Lecordier[2] - VQ : Romy Kraushaar-Hébert) : Bucky Weston
- Kate Walsh (VF : Julie Dumas[2] - VQ : Catherine Hamann) : Barbara Weston
- Dylan McLaughlin (VF : Simon Koukissa[2] - VQ : Alexandre Bacon) : Sam Weston
- Mike Ditka (VF : Richard Leblond[2] - VQ : Guy Nadon) : Lui-même
- Elliott Cho (VQ : François-Nicolas Dolan) : Byong Sun Hogan-Jones
- David Herman : Arbitre
- Musetta Vander (VQ : Isabelle Leyrolles) : Janice Weston
- Dallas McKinney : Connor
- Francesco Liotti : Gianpiero
- Alessandro Ruggiero : Massimo
- Phill Lewis (VQ : Antoine Durand) : John Ryan
- Rachael Harris : Ann Hogan
- Karly Rothenberg : la maman de Jack
- Jeremy Bergman : Hunter Davidson
- Erik Walker : Ambrose Hanna
- Steven Anthony Lawrence : Mark Avery
- Laura Kightlinger (VQ : Michèle Lituac) : Donna Jones
- Sammy Fine : Jack Watson
- Timmy Deters : Alex
- Joseph R. Sicari : Umberto
- Stephen Rudrick : Ceeb, jeune
- Stasi Glenn : Butcher, employé de shop
- Alex Borstein : Obnoxious Hummer Lady (non crédité)
- Randall May : Cornell Soccer consultant (non crédité)
- Tom Arnold : lui-même (non crédité)

## Autour du film
- Mike Ditka, notamment ex-entraîneur de l'équipe de football américain des Chicago Bears et des Dallas Cowboys, joue le rôle de l'assistant coach de Phil Weston.
- Le bébé censé jouer le personnage enfant de Will Ferrell est en réalité une fille[3].
- Will Ferrell fut nommé aux Golden Raspberry Awards dans la catégorie pire acteur de l'année 2005 pour sa prestation dans ce film (ex æquo avec son rôle dans Ma sorcière bien-aimée), mais fut nommé au Teen Choice Awards dans la catégorie meilleur acteur de comédie.
- Le film n'est jamais sorti en salles en France.
- Match en famille marque la troisième collaboration entre le producteur Judd Apatow et Will Ferrell après Présentateur vedette : La Légende de Ron Burgundy (Anchorman: The Legend of Ron Burgundy) et Wake Up, Ron Burgundy: The Lost Movie.